# Nephelistis clauda
Nephelistis clauda är en fjärilsart som beskrevs av William Schaus 1894. Nephelistis clauda ingår i släktet Nephelistis och familjen nattflyn. Inga underarter finns listade i Catalogue of Life.